# Derna (districte)
El districte de Derna (àrab: شعبية درنة, xaʿbiyyat Darna) és un dels vint-i-dos districtes o xabiyya en què es divideix administrativament Líbia. La capital és Derna. Entre els trets geogràfics més importants en destaca la seva costa sobre el mar Mediterrani.
Limita amb els districtes d'Al Butnan a l'est, d'Al Jabal al Akhdar a l'oest i d'Al Wahat al sud.

## Població i territori
Posseeix 4.908 quilòmetres quadrats de territori. En aquest districte resideixen uns 81.174 habitants. Considerant les dades anteriors, es pot deduir que la densitat poblacional és de 16,54 habitants per cada quilòmetre quadrat del Districte de Derna.